# Lumidee
Lumidee Cedeño (ur. 13 października 1984 w East Harlem w Nowym Jorku) – amerykańska piosenkarka, autorka tekstów i raperka.

## Dyskografia

### Albumy studyjne
| Rok                           | Dane dot. albumu                                                                                      | Najwyższe pozycje na listach | Najwyższe pozycje na listach | Najwyższe pozycje na listach | Najwyższe pozycje na listach | Najwyższe pozycje na listach | Najwyższe pozycje na listach | Najwyższe pozycje na listach |
| Rok                           | Dane dot. albumu                                                                                      | USA                          | GBR                          | SWI                          | GER                          | FRA                          | NLD                          | BEL (FLA)                    |
| ----------------------------- | --- | ---------------------------- | ---------------------------- | ---------------------------- | ---------------------------- | ---------------------------- | ---------------------------- | ---------------------------- |
| 2003                          | Almost Famous - Wydany: 24 czerwca 2003 - Wytwórnia: Universal Records - Format: CD, digital download | 22                           | 70                           | 24                           | 37                           | 148                          | 37                           | –                            |
| 2007                          | Unexpected - Wydany: 17 kwietnia 2007 - Wytwórnia: TVT Records - Format: CD, digital download         | 44                           | –                            | –                            | –                            | –                            | –                            | 65                           |
| „–” pozycja nie była notowana | |                              |                              |                              |                              |                              |                              |                              |

### Single
| Rok                            | Tytuł                                       | Najwyższe pozycje na listach | Najwyższe pozycje na listach | Najwyższe pozycje na listach | Najwyższe pozycje na listach | Najwyższe pozycje na listach | Najwyższe pozycje na listach | Najwyższe pozycje na listach | Najwyższe pozycje na listach | Najwyższe pozycje na listach | Najwyższe pozycje na listach | Najwyższe pozycje na listach | Najwyższe pozycje na listach | Najwyższe pozycje na listach | Najwyższe pozycje na listach | Najwyższe pozycje na listach | Najwyższe pozycje na listach | Album         |
| Rok                            | Tytuł                                       | USA                          | GBR                          | IRL                          | NOR                          | DNK                          | FIN                          | GER                          | SWI                          | AUT                          | NLD                          | BEL (FLA)                    | BEL (WAL)                    | FRA                          | ITA                          | NZL                          | AUS                          | Album         |
| ------------------------------ | ------------------------------------------- | ---------------------------- | ---------------------------- | ---------------------------- | ---------------------------- | ---------------------------- | ---------------------------- | ---------------------------- | ---------------------------- | ---------------------------- | ---------------------------- | ---------------------------- | ---------------------------- | ---------------------------- | ---------------------------- | ---------------------------- | ---------------------------- | ------------- |
| 2003                           | „Never Leave You (Uh Oooh, Uh Oooh)”        | –                            | 3                            | 2                            | 17                           | 15                           | 2                            | 1                            | 1                            | 4                            | 1                            | 1                            | 8                            | 12                           | 1                            | 25                           | 33                           | Almost Famous |
| 2003                           | „Crashin’ a Party”                          | –                            | 55                           | –                            | –                            | –                            | –                            | 23                           | 44                           | 43                           | –                            | 31                           | –                            | –                            | –                            | –                            | –                            | Almost Famous |
| 2006                           | „Dance!” (feat. Fatman Scoop)               | –                            | –                            | –                            | –                            | 17                           | 5                            | 5                            | 32                           | 5                            | 70                           | –                            | –                            | 30                           | 18                           | –                            | –                            | –             |
| 2007                           | „She’s Like the Wind” (feat. Tony Sunshine) | 43                           | –                            | –                            | –                            | 6                            | –                            | –                            | –                            | –                            | –                            | 14                           | 22                           | –                            | –                            | –                            | –                            | Unexpected    |
| 2007                           | „Crazy” (feat. Pitbull)                     | –                            | 74                           | –                            | –                            | –                            | –                            | 35                           | –                            | 65                           | –                            | 35                           | 40                           | 53                           | –                            | –                            | –                            | Unexpected    |
| 2007                           | „Feel Like Makin’ Love” (feat. Shaggy)      | –                            | –                            | –                            | –                            | –                            | –                            | –                            | –                            | –                            | –                            | –                            | –                            | –                            | –                            | –                            | –                            | Unexpected    |
| „–” pozycja nie była notowana. |                                             |                              |                              |                              |                              |                              |                              |                              |                              |                              |                              |                              |                              |                              |                              |                              |                              |               |

#### Z gościnnym udziałem
| Rok                            | Tytuł                                                    | Najwyższe pozycje na listach | Najwyższe pozycje na listach | Najwyższe pozycje na listach | Najwyższe pozycje na listach | Najwyższe pozycje na listach | Najwyższe pozycje na listach | Najwyższe pozycje na listach | Najwyższe pozycje na listach | Najwyższe pozycje na listach |
| Rok                            | Tytuł                                                    | FIN                          | SWE                          | GER                          | SWI                          | AUT                          | NLD                          | BEL (FLA)                    | BEL (WAL)                    | FRA                          |
| ------------------------------ | -------------------------------------------------------- | ---------------------------- | ---------------------------- | ---------------------------- | ---------------------------- | ---------------------------- | ---------------------------- | ---------------------------- | ---------------------------- | ---------------------------- |
| 2004                           | „Die besten Tage sind gezählt” (Kool Savas)              | –                            | –                            | 32                           | 91                           | –                            | –                            | –                            | –                            | –                            |
| 2004                           | „From Spanish Harlem to Geneva” (Nega feat. Jae’son)     | –                            | –                            | –                            | 58                           | –                            | –                            | –                            | –                            | –                            |
| 2004                           | „Sientelo” (Speedy)                                      | 10                           | 41                           | 13                           | 10                           | 22                           | 3                            | 11                           | 5                            | 8                            |
| 2008                           | „Don’t Sweat That (Whistle Song)” (Dr. Stay Dry)         | –                            | –                            | 16                           | –                            | 45                           | –                            | –                            | –                            | –                            |
| 2009                           | „Kandi” (Arash)                                          | –                            | –                            | –                            | –                            | –                            | –                            | –                            | –                            | –                            |
| 2014                           | „Ring My Bell” (Michael Fall feat. Rick Ellback & Aziza) | –                            | –                            | –                            | –                            | –                            | –                            | –                            | –                            | –                            |
| „–” pozycja nie była notowana. |                                                          |                              |                              |                              |                              |                              |                              |                              |                              |                              |